# سوماهورو بانغالي
سوماهورو بانغالي (18 يوليو 1991 في كوت ديفوار -) هو لاعب كرة قدم افواري في الدفاع لعب سابقاً مع نادي الأنصار السعودي.

## روابط خارجية
- سوماهورو بانغالي على موقع إي إس بي إن إف سي (الإنجليزية)
- سوماهورو بانغالي على موقع قاعدة بيانات كرة القدم.إي يو (الإنجليزية)
- سوماهورو بانغالي على موقع Soccerway.com (الإنجليزية)